# Tres Coronas
Tres Coronas – nowojorska grupa muzyczna wykonująca rap. Została założona w 2001 roku z inicjatywy trzech raperów – dwóch Kolumbijczyków (Rocca i P.N.O.) oraz Dominikańczyka znanego pod pseudonimem Reychesta.

## Historia
Początkowo muzycy pojawiali się sporadycznie na kompilacjach i składankach z latynoskim hip-hopem (m.in. Guatauba, Tributo Urbano, Hip hop en tu idioma, The Draft). Ich pierwszy mixtape powstał w 2003 roku. Na płycie znalazła się piosenka Falsedades, którą szybko określono mianem wielkiego hitu. Dwa lata później, w 2005 roku na wydawnictwie New York Mixtape pojawiły się gwiazdy latynoskiego (La Etnnia) i amerykańskiego hip-hopu (Jay-Z). Duże zainteresowanie grupą zachęciło muzyków do wydania w 2006 roku pierwszej płyty Nuestra Cosa jeszcze pod skrzydłami wytwórni Machete Music. Wśród gości pojawili się: Kafu Banton i Negro Jetro z Panamy, Macko z Kolumbii oraz amerykańscy raperzy z zespołu Infamous Mobb i Total Eclypse z zespołu Executioners.
Komercyjny sukces jaki zaczął odnosić zespół, związany był z odbiorcą do jakiego Tres Coronas kierowało swoją muzykę. Szczególnie dobrze przyjmowano twórczość grupy w środowisku młodych, zbuntowanych Latynosów licznie zamieszkujących Stany Zjednoczone. Dzięki pochodzeniu członków zespołu, Tres Coronas zdobył popularność w Kolumbii, a także Ekwadorze, Wenezueli i Kostaryce. Warto wspomnieć, że jeden z raperów Sebastián Rocca zakładając zespół był już po udanej przygodzie z francuskim hip-hopem, a dzięki występom z formacją La Cliqua stał się również bardzo popularny. Komercyjny sukces ukazał potrzebę stworzenia własnej wytwórni. Niedługo potem powstał label Parcero Productions, który od tamtej pory wydaje wszystkie płyty zespołu.
Po wydaniu Nuestra Cosa zaczęły nawarstwiać się problemy wewnątrz zespołu. Reychesta zaczął manifestować swoje odseparowanie od grupy. Bez konsultacji z członkami zespołu uczestniczył w nowych projektach a najważniejszym z nich było Chosen Few. Mówi się, że do głosu doszły również różnice kulturowe między dwoma Kolumbijczykami i jednym Dominikańczykiem. Przez pewien czas pojawiały się za pośrednictwem portalu YouTube utarczki słowne między raperami o to, kto powinien kontynuować działalność pod szyldem Tres Coronas.
Grupa nadal działa pod nazwą Tres Coronas, mimo że tworzy ją już tylko dwóch raperów. W 2007 roku zespół wydaje kolejną płytę Street Album. Można zakupić ją tylko na oficjalnej stronie internetowej lub na stronie MySpace. Piosenki na płycie poruszają tematy związane z ulicznym, przestępczym życiem czy przyjmowaniem dzieci do gangów. Wykonawcy nawiązują również do krytyki jaka spotkała płytę Nuestra Cosa oraz do oskarżenia ich o komercjalizację swojej twórczości. Na płycie pojawili się tacy artyści jak Macko, Sergio Veneno, Chavito, Eye-N-See i Michael Stuart.

## Dyskografia
- Mixtape (2003)
- New York Mixtape (2005)
- Nuestra Cosa (2006)
- Street Album (2007)
- La música es mi arma (w przygotowaniu)